# Warneckea madagascariensis
Warneckea madagascariensis är en tvåhjärtbladig växtart som beskrevs av Jacq.-fel.. Warneckea madagascariensis ingår i släktet Warneckea och familjen Melastomataceae.
Artens utbredningsområde är Madagaskar. Inga underarter finns listade i Catalogue of Life.